# Adobe Flex
Adobe Flex je sada technologií, vytvořená Adobe Systems pro vývoj multiplatformních RIA aplikací (Rich Internet Application) založených na Adobe Flash. První vydání je z března roku 2004 od firmy Macromedia jménem Flex Data Services. V únoru roku 2008 Adobe uvolnilo Flex 3 SDK pod licencí Mozilla Public License.
Flexové aplikace se spouští v prostředí Adobe Flash Playeru, pro vývoj většinou slouží Adobe Flex Builder, což je IDE postavené na Java platformě Eclipse.
Na rozdíl od programu Adobe Flash, ve Flex Builderu nemůžeme vytvářet animace, MovieClipy, kreslit apod. Na druhou stranu máme spoustu již hotových komponent (objektů) s vlastní grafikou, vlastnostmi a metodami, které nám ušetří spoustu práce, avšak přidají velikosti výsledného souboru desítky až stovky kB. Práce s Flex Builderem je rychlá. Tlačítko, vysouvací seznam nebo kalendář získáme přetažením objektu myší na scénu, avšak nemůžeme ji upravovat do takové míry, jako komponentu vlastní. Proto si jsou Flex aplikace velmi podobné.
Zdrojový soubor Flexu obsahuje vzhled uživatelského rozhraní, tj. typy komponent, jejich velikost a pozici na scéně, vlastnosti a funkce, podle kterých zkompiluje výsledny SWF soubor. Pro tento obsah Adobe zvolilo formát XML, konkrétně MXML. Potřebný kód v ActionScriptu se píše do prostoru CDATA.
Jelikož Flexový kompilátor je k dispozici zdarma, objevují se další IDE pro tvorbu Flexových a Flashových aplikací.